# Lamperto di Milano
Lamperto, o anche Lamberto (Besana in Brianza, ... – Milano, 19 giugno 931), fu arcivescovo di Milano dal 921 fino alla sua morte.

## Biografia
Lamperto proveniva dalla stessa famiglia milanese di due suoi predecessori sulla cattedra episcopale milanese: Andrea da Cantiano e Garimperto, suo padre, che lo volle al suo fianco nell'amministrazione dell'arcidiocesi.
Seguendo le linee politiche del prozio Andrea da Cantiano, Lamperto, una volta ordinato arcivescovo di Milano il 5 ottobre del 921, si schierò dalla parte di Rodolfo II di Borgogna, contro Berengario del Friuli.
Pochi anni più tardi, mentre Rodolfo si trovava in Borgogna, l'Italia settentrionale veniva attaccata dagli Ungari, che devastarono la Lombardia e incendiarono Pavia; nel 925, la vedova del marchese Adalberto I di Ivrea (che aveva eletto re d'Italia Rodolfo II), Ermengarda si unì al proprio fratello Guido di Toscana e all'arcivescovo di Milano, Lamperto, rimasto scontento della politica di Rodolfo II.
Lamperto si pose a capo dei signori italiani ribelli a Rodolfo, impedendogli di riconquistare il Regno d'Italia, ed in accordo con la nobiltà che appoggiava Berengario offrirono il trono ad Ugo di Provenza, che l'accettò e dopo essere sbarcato nei pressi di Pisa: il 9 luglio 926 Ugo fu incoronato a Pavia, dopo che Rodolfo aveva lasciato definitivamente l'Italia
Il 19 giugno 931 Lamperto morì a Milano. Fu sepolto nella cattedrale jemale di Santa Maria Maggiore.